# Johanna Sandahl
Johanna Maria Sandahl, född 7 augusti 1973 i Västerås-Barkarö församling i Västmanlands län, var ordförande för Naturskyddsföreningen mellan år 2014 och 2023. Hon arbetar idag på stadsledningskontoret i Stockholms stad.  
Sandahl är utbildad agronom, och har tidigare arbetat för bland annat Forum Syd.
Vid sidan av arbetet i Naturskyddsföreningen var Sandahl ordförande för EEB (The European Environmental Bureau), ledamot bl.a. i regeringens delegation för Sveriges genomförande av Agenda 2030, ledamot i Statens historiska museers, Strålsäkerhetsmyndighetens och Naturvårdsverkets insynsråd, samt Världsnaturfondens förtroenderåd. Sandahl är ledamot i Kungliga Skogs- och Lantbruksakademien, KSLA. 

## Publikationer i urval
- Sandahl, Johanna (2011). Nya pengar: så kan klimatnotan betalas. Globala studier, 1404-7845 ; 38. Stockholm: Forum Syd förlag. Libris 12199218. ISBN 978-91-89542-60-0
- Larsson, Markus; Bratt Leif, Sandahl Johanna (2011). Hållbar utveckling och ekonomi inom planetens gränser. Samhälle, ekonomi (1. uppl.). Lund: Studentlitteratur. Libris 12077917. ISBN 978-91-44-06009-5